# 南條愛乃
南條 愛乃（なんじょう よしの、1984年7月12日 -）は、日本の女性声優、歌手、fripSideの元ボーカル（2009年 - 2022年）、μ'sのメンバー。
静岡県静岡市清水区出身、所属芸能事務所はボイスキット。所属レコードレーベルはNBCユニバーサル・エンターテイメントジャパン。公式ファンクラブは「ごきんじょるの 友の会」。

## 略歴
デビュー - 2014年 
- 代々木アニメーション学院[10]、RAMS Professional Education卒業。
- 2007年10月1日付けでラムズを退所、同年11月1日にドワンゴアーティストプロダクションに移籍。
- 2009年、naoの後任としてfripSideのボーカルとしての活動を開始。
- 2010年にスタートしたプロジェクト「ラブライブ! School idol project」に絢瀬絵里役で参加し、同プロジェクトの声優ユニットμ'sとしても活動を開始。
- 同年8月には「Animelo Summer Live 2010 -evolution-」で、fripSideとしてのAnimelo Summer Live（アニサマ）初出演を果たす。
- 2011年4月1日付けで同じAG-ONE系列内のアミュレート（当時はアークレイ）に移籍[11]。
- 2012年12月12日に1stミニアルバム『カタルモア』をリリースしてソロ歌手としてのメジャーデビュー。
- 同年8月に「Animelo Summer Live 2012 -INFINITY∞-」へμ'sとして初出演。
- 2013年、fripSideとして「sister's noise」を発表、オリコンウィークリーシングルチャートで初の1位を獲得。
- 2014年8月の「Animelo Summer Live 2014 -ONENESS-」で、ソロ歌手としてのアニサマ初出演を果たす[注 2]。

 2015年 
- 2月末にアミュレートを退所し[12]、学研パブリッシング（現・Gakken）が新たに設立したoffice EN-JINへ3月2日付けで移籍[13]。
- 3月1日、fripSideとして横浜アリーナでのワンマンライブを開催。
- 同年、第9回声優アワードで、μ'sの一員として歌唱賞を受賞[14]。
- 4月29日、公式ファンクラブ「ごきんじょるの 友の会」を設立。
- μ'sとして「μ's Best Album Best Live! Collection II」を発表、オリコンウィークリーアルバムチャートで初の1位を獲得。
- 7月2日、1st写真集『南條愛乃写真集 じょる旅！inグアム』を発売。写真集ランキング（オリコン調べ 6月29日〜7月5日）で5位を記録。
- 7月22日、1stフルアルバム『東京 1/3650』をリリース。
- 8月31日、公式ブログ「今日もいい天気だよ。」で、先天性の「膝蓋骨亜脱臼、半月板損傷」であることを公表[15][注 3]。
- 9月4日、なんばHatchで、ソロ歌手としての初めてのワンマンライブを開催。
- 12月28日、μ'sのメンバーとして決定していた『第66回NHK紅白歌合戦』への出場を、上述の膝の不調により激しいダンスパフォーマンスが困難なため辞退することを発表[16][注 4]。

 2016年 
- 3月31日・4月1日、東京ドームで開催されたμ's最後のワンマンライブとなる「μ's Final LoveLive! 〜μ'sic Forever♪♪♪♪♪♪♪♪♪」にμ'sの一員として出演[17][18]。ただし、上述の膝の不調のため、参加曲数を絞り、膝に負担がかからないようにするなど配慮がなされていた[19][20]。
- 5月25日、5thシングル「ゼロイチキセキ」をリリース。6月6日付オリコン週間シングルランキングで、ソロでは初のトップ10入りを果たした[21]。
- 7月13日、2ndフルアルバム『Nのハコ』をリリース。7月25日付オリコン週間アルバムランキングで、初登場4位にランクインした[22]。
- 9月4日 - 9月24日、自身のソロ歌手としての初めての本格的なワンマンライブツアー、「南條愛乃 LIVE TOUR 2016 "N"」を開催[23]。

 2017年 
- 2月18日、NHK BSプレミアムで放送された生放送番組『カウントダウンLIVE アニソン ベスト100!』において、「ゼロイチキセキ」が29位にランクインした[24]。
- 3月18日、fripSideとしてさいたまスーパーアリーナでのワンマンライブを開催。
- 4月19日、ロボットコンテスト「ロボコン」の応援団員を務めることが発表された[25]。
- 5月17日、6thシングル「光のはじまり」と、7thシングル「一切は物語」を2枚同時リリース。
- 5月30日、「合宿免許WAO!!」の宣伝隊長に就任したことが発表された[26]。
- 7月2日、パシフィコ横浜国立大ホールで、バースデーライブ「南條愛乃 Birthday Acoustic Live 2017」を開催。
- 7月12日、3rdフルアルバム『サントロワ∴』をリリース。7月24日付オリコン週間アルバムランキングで、初登場6位にランクインした。
- 9月16日 - 11月5日、ワンマンライブツアー、「Yoshino Nanjo Live Tour 2017 <・R・i・n・g・>」を開催。
- 12月25日、パシフィコ横浜国立大ホールで、5周年記念ライブ「南條愛乃 5th Anniversary Live -catalmoa-」を開催。

 2018年 
- 7月7日、オリンパスホール八王子で、バースデーライブ「南條愛乃 Birthday Acoustic Live 2018」を開催。
- 7月18日、ベストアルバム「南條愛乃 ベストアルバム THE MEMORIES APARTMENT - Anime -」「南條愛乃 ベストアルバム THE MEMORIES APARTMENT - Original -」を2枚同時リリース。
- 9月22日 - 10月14日、ワンマンライブツアー、「南條愛乃 Live Tour 2018 -THE MEMORIES APARTMENT-」を開催。
- 12月17日、契約満了に伴い12月31日でoffice EN-JINを退所し2019年1月1日からN3エンタテインメントへの移籍を発表。
- 12月31日、神奈川県民ホールで、自身初のカウントダウンライブ「平成最後の！初めての！南條さん、2019年に向かうカウントダウンコンサートする！」を開催。

 2019年 
- 1月1日、fripSideの所属するスリーナインエンタテインメントの代表取締役・安部芳敏が新たに設立したN3エンタテインメントへ移籍。
- 3月9日、第13回声優アワードで、インフルエンサー賞を受賞[27]。
- 5月4日 - 6月30日、数年かけて47都道府県を巡るアコースティックライブツアーの第1弾「南條愛乃 Acoustic Live Tour Vol.1 17/47 〜わたしから会いにいきます！〜」を開催。
- 7月7日、TOKYO DOME CITY HALLで、バースデーライブ「南條愛乃 Birthday Acoustic Live 2019」を開催。
- 7月24日、4thアルバム『LIVE A LIFE』をリリース。

 2020年 
- 9月2日、アコースティックアレンジアルバム『Acoustic for you.』をリリース。

 2021年 
- 10月31日、ニコ生「fripSide特番」で2022年のファイナルアリーナツアーを以てfripSideを卒業することを発表。
- 12月1日、11月30日でN3エンタテインメントを退所しボイスキットへ移籍したことを発表。

 2022年 
- 4月24日、fripSideボーカルとしてのファイナルライブとなる『fripSide Phase2 Final Arena Tour 2022 -infinite synthesis: endless voyage-』の公演をもってfripSideを卒業。
- 9月18日 - 10月16日、ホールツアーとしては4年ぶりとなるワンマンライブツアー、『南條愛乃 Live Tour 2022 ～A Tiny Winter Story～』を開催。
- 12月12日、ソロデビュー10周年を迎える。
- 12月21日、ソロデビュー10周年を記念したアルバム『ジャーニーズ・トランク』をリリース。また自身初となるミュージックビデオ集『ジャーニーズ・トランク～Memorial Music Clips～』をリリース。

 2023年 
- 4月23日 - 5月7日、ワンマンライブツアー『南條愛乃 Live Tour 2023 ～ジャーニーズ・トランク～』を開催。
- 6月14日、6月17日にfripSide結成20周年記念フェス『fripSide 20th Anniversary Festival 2023 -All Phases Assembled-』に第2期ボーカルとして出演予定だったが、自身が新型コロナウィルスに感染していることが判明し、開催延期。

 2024年 
- 1月8日、2023年から延期されたfripSide結成20周年記念フェス『fripSide 20th Anniversary Festival 2023 -All Phases Assembled- supported by animelo』に第2期ボーカルとして出演。

## 人物

### 声優・歌手として
子供の頃は、引っ込み思案で、人見知りだった。学生時代、母はアニメーターであり、その影響で絵を描くことが好きだったという。中学時代に『カードキャプターさくら』をよく見ており、同作に登場する李小狼（CV:くまいもとこ）が声優を目指したきっかけとなったと語っている。学生時代はくまいにファンレターを送っていたという。中学2年生のある日、母が雑誌に掲載されていた声優養成所の研究生募集の広告を指して、「受けてみれば?」と言い出し、養成所のオーディションを受けたところ合格したが、当時は中学生だったこともあり、「高校を卒業してから専門学校へ行きなさい」という親のアドバイスもあり、見送ったという。当時は何をやっても続かない性格だったため、両親は、「本当に声優になりたいなら、高校3年間毎晩お皿洗いをしなさい」と言われ、3年間お皿洗いをやりきり、高校卒業後、静岡から上京。
演じる際のこだわりとして「似たビジュアルのキャラでも生きてきた過程は違うので、少しの違いでも自分の中ではつけてみます。自分以外が聞いたらわからない範囲かもしれませんが（ビジュアルが似ていると声は似たり寄ったりになってしまう事が多いので…）、語尾の収めかたとか、もう自己満（自己満足）のレベルかもしれないんですが」と述べている。また、一つのキャラクターを長きにわたり演じることが少なくない（一例として、『ラブライブ!』絢瀬絵里役、『探偵オペラ ミルキィホームズ』明智小衣役、『戦姫絶唱シンフォギア』月読調役など）。
2016年夏のインタビューでは、声優活動に自信を持つきっかけとして、『D.C.II 〜ダ・カーポII〜』に出演した際に共演者のあおきさやかと出会い、「ここぞというときに力を入れるためにも、力を抜くところは抜いて、自然体でいること」を学んだことだと述べている。
幼少期、母に音痴と言われて、歌に対しては、コンプレックスがあったという。歌手活動も精力的であり、特に『Animelo Summer Live』には、2010年にfripSideとして初出演して以来、2015年まで6年連続で出演した。2014年から、ソロ歌手としての活動を本格化させている。
自身の音楽活動に対するスタンスとして、fripSideの活動は「ボーカリストとして、八木沼悟志（以下、sat）が表現したい世界観への協力」、ソロ歌手としての活動は「自分が表現したい世界観を出し惜しみなく伝えたい」という相違がある。ただ、ソロ歌手、fripSide、μ'sの活動を同時並行することで、例えば、fripSideやμ'sで得たものをソロ活動に活かすといったように、いずれにおいても充実した活動ができているという。そのため、ソロ歌手としての活動においては、先述のように、声優、ソロ歌手、fripSide、μ's、これらの活動を包含して、「『これ全部、南條愛乃です！』ということを伝えられる場にしたい、ということを心掛けている」と述べている。
自身が得意とする音楽として、アップテンポでデジタルを基調とする曲調を挙げているが、ソロ歌手としての活動としてはそのような曲はあくまでも音楽のレパートリーの一つという位置付けで、比重としては大きくない。
特にソロ歌手としての活動において強く意識していることは、「声優でもあるので、感情をどこに入れようかな、どこに引いていこうかな、という細かい表現」であり、特にライブの際は、「例えば友達同士はもちろんカップルとか家族とかで観ても安心して見られるライブになったらいいな」、「距離感を大事にしたいんです。同じ日常を生きている仲間として、同じ時間を共有できたらいいなというのはありますね」と述べている。

### 人物的特徴・エピソード
「ナンジョルノ」という愛称で特に親しまれている。名付け親は春夏ひとみ。愛称は他にもいくつかあり、『ラジオ ダ・カーポII 〜初音島日記〜』において、浅沼晋太郎から「お嬢」と呼ばれ、『ラブライブ!』で共演している飯田里穂、楠田亜衣奈、fripSideで共に活動するsat、及びfripSide初代ボーカルのnaoからは、「なんちゃん」と呼ばれており、ファンの中では、呼び名の一つとして、ナンジョルノの略称型である「ジョルノ」と呼ばれている。また親交の深い久保ユリカからはよしのんなどと呼ばれることもある。子ども時代は、「よっちゃん」と呼ばれていた。
自身の性格は、「努力してることを知られたくはないし、しれっとした顔でやっておきたい」、「人見知り」「後ろ向き」とする一方で、「応援してくれる人に対して誠実でいたい」とも述べている。また、「負けず嫌い」「こだわりが強い」「物事を億劫がる」性格については、子どものときから変わっていない、としている。
人物的な特徴として、satは「自分の世界観を持っていて独自の感性でプラスの方向に作用させる力量がある」、茅野愛衣は「透明感ある歌声を持ち、オシャレ女子である。ゲームの話をするとテンションが上がる」、飯田里穂は「弱い部分とか努力してる部分を絶対に見せないプロ意識。自分がイメージしてることを相手に納得させる力量がある」ことを挙げている。
透明感ある声質は南條の大きな特徴の一つとして挙げられることが多く、2009年にsatがfripSideのボーカルとして招聘に動いた理由にもなっている。南條は当時、オファーを何回も断り続けていて、引き受ける決断をなかなかできなかったと述べており、「声優としてもまだ安定していないし、fripSideっていう歴史があるユニットのボーカルっていう、フロントマンとしての役割ができるのか……？ いや、できない！ みたいな」とその理由を述べている。本人曰く、2012年のアルバム『Decade』発表を機に、fripSideのボーカルとして活動する自信を持てるようになったという。
自身の好きな言葉として、「今日もいい天気だよ」を挙げている。この言葉は、ブログのタイトル、及び、ソロ歌手活動における2ndフルアルバム『Nのハコ』収録曲のタイトルにもなっている。「雨の日でも雷の日でも、隣に君がいてくれたら、それがいい天気」という気持ちを、ずっと大切にし続けていたいからとのこと。

### 趣味・交友関係
ゲーム、写真（Olympus PEN-FTを愛用）、イラストを趣味として挙げており、特にゲームへの愛好ぶりはインタビューでもたびたび触れている。また、イラスト（絵を描くこと）は子どもの頃から大好きで、子ども時代は「絵は常に傍らにある」存在であったという。
学生時代の得意な科目は美術で、苦手な科目は体育。
以前、実家では犬を、現在住んでいる家では（猫アレルギーを持っているが）「むぎ」と「ちび」と名付けた二匹の錆び猫を飼っている。
ヘアアレンジを好み、ウィッグを愛用して様々なものを使い分けているため、ブログや雑誌の取材など、同時期に写っている写真で全く髪型や髪の長さが異なる姿が見られる。
Twitter上で「麺ジョルノ」というイベントを突発的・不定期で開催している。自身とフォロワーが同時に麺料理を食べることで、ファンとの一体感を得ようとするムーブメントである。このイベント関連でのツイートのTwitterハッシュタグは「#menjolno」。
インタビューにおいて、μ's（ラブライブ!）の楽曲の作詞を担当する畑亜貴に対する尊敬の念を伺わせる発言をすることが少なくない。また、活動における心の支えとして、NBCユニバーサルの担当プロデューサーである西村潤の温かいサポートを挙げている。
本人曰く、人付き合いが苦手で、公私両面で親交のある声優は少ないとのことだが、その中でも親交の深い声優として、『ラブライブ!』で共演した飯田里穂、楠田亜衣奈、久保ユリカ、『戦姫絶唱シンフォギア』で共演した日笠陽子、茅野愛衣が挙げられる。特に久保とはラブライブ！のプロジェクトがスタートした頃からの仲であり、二人を題材にした写真集「インジョルシカ」を出版するなど、公私ともに付き合いがある（久保が南條の実家に泊まったこともあるほど）。また飯田とは、互いのアルバムに歌詞を提供し合うほどの仲で、「（お互いに接するたびに）お互いを肯定し合える前向きな感覚になれる」関係であるという。また、自身が声優活動を始めた頃からずっと懇意にしてくれている「同志のような存在」として、春夏ひとみ、ミルノ純を、自身が歌手活動を始めた頃から懇意にしてくれている「尊敬できる存在」として、川田まみ、KOTOKOを、それぞれ挙げている。

### その他
パソコン検定準1級と漢検の資格を持っている。
座右の銘は、"神様はその人に越えられない壁は与えない"。
5歳下の弟がいる。

## 出演
太字はメインキャラクター。

### テレビアニメ
2006年
- Soul Link（杉本亜弥）
- つよきす Cool×Sweet（近衛ほのか）
- 葉ノ香（ミカ・キサラギ）

2007年
- D.C.II 〜ダ・カーポII〜（2007年 - 2008年、月島小恋） - 2シリーズ
- スイスイ!フィジー!（アワワ、光る魚）

2008年
- それいけ!アンパンマン（クマのお母さん）
- ネオ アンジェリーク Abyss（女子生徒）

2009年
- ヴァイス・サヴァイヴ（キャル）
- 家庭教師ヒットマンREBORN!（ユニ）
- CANAAN（大沢マリア）
- とある科学の超電磁砲（2009年 - 2020年、泡浮万彬） - 3シリーズ
- よくわかる現代魔法（生徒）

2010年
- 探偵オペラ ミルキィホームズ（2010年 - 2018年、明智小衣、男の子） - 4シリーズ + 特別編4作品
- バカとテストと召喚獣（2010年 - 2011年、工藤愛子） - 2シリーズ

2011年
- カードファイト!! ヴァンガードシリーズ（2011年 - 2020年、立凪レッカ） - 7シリーズ
- 聖痕のクェイサーII（天乃翼）
- 猫神やおよろず（遙、大文字凶子）
- 花咲くいろは（五十嵐波子）
- 放浪息子（佐々かなこ）
- 星空へ架かる橋（初の兄〈幼少時〉）
- マケン姫っ!（大和乙媛）
- 森田さんは無口。（松坂花）

2012年
- Another（柿沼小百合）
- うぽって!!（はちはち）
- じょしらく（空琉美遊亭丸京）
- しろくまカフェ（保育園の先生）
- TARI TARI（奥都晃子）
- モーレツ宇宙海賊（ヤヨイ・ヨシトミ）
- リコーダーとランドセル（テツヤ、松坂花）
- ROBOTICS;NOTES（瀬乃宮あき穂）

2013年
- 戦姫絶唱シンフォギア シリーズ（2013年 - 2019年、月読調） - 4シリーズ
- D.C.III 〜ダ・カーポIII〜（エドワード・ワトスン）
- みなみけ ただいま（ミユキ）
- ラブライブ！（2013年 - 2014年、絢瀬絵里） - 2シリーズ

2014年
- 悪魔のリドル（走り鳰）
- とある飛空士への恋歌（ナナコ・ハナサキ）
- プリパラ（2014年 - 2017年、愛媛なお、白井ななみ、徳田ねね、そふぃ親衛隊、女の子、女子生徒）
- 魔法少女大戦（浅間まつり）

2015年
- Classroom☆Crisis（八槙スバル）
- GATE 自衛隊 彼の地にて、斯く戦えり（葵梨紗）
- パンパカパンツ シリーズ（2015年 - 2017年、パンパカ） - 3シリーズ
- フューチャーカード バディファイト100（長靴を履いたケットシー）

2016年
- シュヴァルツェスマーケン（リィズ・ホーエンシュタイン）
- ネトゲの嫁は女の子じゃないと思った?（斉藤結衣 / 猫姫）
- タマ&フレンズ 〜うちのタマ知りませんか?〜（モモ）

2017年
- ぶっぷな毎日（ドラ）
- クロックワーク・プラネット（見浦ナオト）
- ベルセルク（ソーニャ）
- アトム ザ・ビギニング（マリア）
- 猫のロブ（ロブ）
- まけるな!!あくのぐんだん!（第8話ナレーション）
- クイズとき子さん（とき子さん）
- バトルガール ハイスクール（芹沢蓮華）

2018年
- リルリルフェアリル シリーズ（2018年、ガーデニア） - 2シリーズ
- 覇穹 封神演義（胡喜媚）
- キリングバイツ（尊聖羅）
- されど罪人は竜と踊る（キュラソー・オプト・コウガ）
- からくりサーカス（2018年 - 2019年、梁明霞）

2019年
- 同居人はひざ、時々、頭のうえ。（秋元春）
- KING OF PRISM -Shiny Seven Stars-（鷹梁翼）

2020年
- はてな☆イリュージョン（星里メイヴ）
- 八十亀ちゃんかんさつにっき（2020年 - 2022年、初内ララ） - 3シリーズ
- 文豪とアルケミスト 〜審判ノ歯車〜（メロスの妹）
- Lapis Re:LiGHTs（クロエ）
- キングスレイド 意志を継ぐものたち（2020年 - 2021年、リピネ / 幼少リピネ）

2021年
- 怪物事変（蚊賀レイカ）
- 進化の実〜知らないうちに勝ち組人生〜（2021年 - 2023年、神無月華蓮） - 2シリーズ

2022年
- ハナビちゃんは遅れがち（磯上コンドル翼）
- マブラヴ オルタネイティヴ（伊隅あきら）

2023年
- イジらないで、長瀞さん 2nd Attack（姉瀞）
- 転生貴族の異世界冒険録〜自重を知らない神々の使徒〜（椎名和也 / カイン・フォン・シルフォード）
- 悲劇の元凶となる最強外道ラスボス女王は民の為に尽くします。（クラリッサ・ベレスフォード）
- 冒険者になりたいと都に出て行った娘がSランクになってた（ロゼッタ）

2024年
- バーテンダー 神のグラス（来島美和）
- Nyaaaanvy（猫 / レディ・ゴー）
- 夜桜さんちの大作戦（北里りんね）
- 妖怪学校の先生はじめました!（2024年 - 2025年、鳳）

2025年
- グリザイア:ファントムトリガー（井ノ原真紀）
- Aランクパーティを離脱した俺は、元教え子たちと迷宮深部を目指す。（カミラ）
- わんだふるぷりきゅあ!（プリルン）
- キミとアイドルプリキュア♪（プリルン / キュアズキューン）
- プリンセッション・オーケストラ（空野ようこ）
- キングダム（キタリ）

時期未定
- 魔法少女育成計画 restart（プフレ）

### 劇場アニメ
- 劇場版 とある魔術の禁書目録 -エンデュミオンの奇蹟-（2013年、泡浮万彬）
- えいがパンパカパンツ バナナン王国の秘宝（2014年、パンパカ）
- 劇場版 カードファイト!! ヴァンガード ネオンメサイア（2014年、立凪レッカ）
- モーレツ宇宙海賊 ABYSS OF HYPERSPACE -亜空の深淵-（2014年、ヤヨイ・ヨシトミ[115]）
- ラブライブ！The School Idol Movie（2015年、絢瀬絵里[116]）
- 映画プリパラ み〜んなのあこがれ♪レッツゴー☆プリパリ（2016年、なお、ななみ[117]）
- 劇場版 探偵オペラ ミルキィホームズ〜逆襲のミルキィホームズ〜（2016年、明智小衣[118]）
- 劇場版 トリニティセブン -悠久図書館と錬金術少女-（2017年、マスター・アカーシャ[119]）
- 劇場版プリパラ み〜んなでかがやけ!キラリン☆スターライブ!（2017年、愛媛なお）
- 劇場版 ポールプリンセス!!（2023年、御子白ユカリ[120]）
- 映画 キミとアイドルプリキュア♪ お待たせ!キミに届けるキラッキライブ!（2025年、プリルン[121]/キュアズキューン）

### OVA
2000年代
- アルトネリコ 世界の終わりで詩い続ける少女 ORIGINAL_VIDEO_ANIMATION（2006年、クルシェ・エレンディア）
- 東方奇闘劇外伝ゼロ（2009年、犬走椛）

2010年代
- とある科学の超電磁砲（2010年、泡浮万彬）
- ラブライブ!（2010年 - 2016年、絢瀬絵里） - 7作品
- ああっ女神さまっ（2011年、双子女神エイル）
- ベイビー・プリンセス 3Dぱらだいす0（ラブ）（2011年、さくら）
- 森田さんは無口（2011年、松坂花）
- じょしらく（2012年、空琉美遊亭丸京） - 原作第5巻OAD付き特装版
- 悪魔のリドル 第十三問（2014年、走り鳰）
- MAGICAL SUITE PRISM NANA THE ANIMATION 星空編（2016年、吠埜りいの）
- グリザイア:ファントムトリガー THE ANIMATION（2019年 - 2020年、マキ） - 2シリーズ

### Webアニメ
- ペンギン娘♥はぁと（2008年、栗尾ねね）
- 恋愛専科（2013年、櫻小路京）
- 異世界居酒屋〜古都アイテーリアの居酒屋のぶ〜（2018年、ヒルデガルド）
- ポールプリンセス!!（2023年、御子白ユカリ[124]）
- 爆丸レジェンズ（2023年、ジョーイ）

### ゲーム
2006年
- アルトネリコ 世界の終わりで詩い続ける少女（クルシェ・エレンディア、タスティエーラ・デ・ルゥ）
- Soul Link EXTENSION（杉本亜弥）

2007年
- グラナド・エスパダ（イッジ、ラミロ）

2008年
- D.C.II P.S. 〜ダ・カーポII〜 プラスシチュエーション（月島小恋）
- 夢見白書〜Second Dream〜（雲村月見）

2009年
- 赤い糸 destiny DS（吉岡弘子）
- Canvas3 〜淡色のパステル〜（山吹恋華）
- サイキン恋シテル?（くれよん）
- リトルアンカー（クロエ・アンデルソン）

2010年
- アルトネリコ3 世界終焉の引鉄は少女の詩が弾く（クルシェ・エレンディア）
- Canvas3 〜七色の奇跡〜（山吹恋華）
- 探偵オペラ ミルキィホームズ（明智小衣）
- テイルズ オブ グレイセス エフ（リトルクイーン）

2011年
- ヴァイスシュヴァルツ ポータブル（江賀瀬利奈、明智小衣）
- 乙女はお姉さまに恋してるPortable 2人のエルダー（冷泉淡雪）
- とある科学の超電磁砲（泡浮万彬）
- fortissimo EXA//Akkord:Bsusvier（サクラ）

2012年
- ソウルキャリバーV（レイシャ）
- D.C.III 〜ダ・カーポIII〜（エドワード・ワトスン）
- 探偵オペラ ミルキィホームズ2（明智小衣）
- ROBOTICS;NOTES（瀬乃宮あき穂）

2013年
- 碧空のグレイス（キャラクターボイス〈女〉-01）
- アンジュ・ヴィエルジュ〜ガールズバトル〜（那月琉花、東条悠、エルザ）
- オカルトメイデン（雨野春陽）
- 鬼ごっこ! Portable（浦部葵）
- カードファイト!! ヴァンガード ライド トゥ ビクトリー!!（立凪レッカ）
- 神様と運命革命のパラドクス（白鳥ラナエル）
- 新星のグランドユニオン（マリカ）
- D.C.III Plus 〜ダ・カーポIII プラス〜（エドワード・ワトスン）
- 地球壊滅的B級カノジョ（由梨）
- 秘書コレクション 〜どきどき♥秘密の社長室〜（ヴィーナス秘書）
- your diary +（一ノ瀬ほとり）
- 唯一性ミリオンアーサー（マビノギオン）
- 嫁コレ（空琉美遊亭丸京）
- バレットリポート（犬走椛）
- ラブライブ! スクールアイドルフェスティバル（2013年 - 2023年、絢瀬絵里）

2014年
- 穢翼のユースティア Angel's blessing（ユースティア・アストレア）
- ヴィーナスダンジョン（シェイクスピア、ランスロット、ソクラテス）
- ヴィーナス†ブレイド（レーゼル）
- ウチの姫さまがいちばんカワイイ（修道姫 シスター・クレア）
- IRroid 〜恋の有効フロンティア〜（今鹿ろぼ子）
- 82Hブロッサム（辺見由麻）
- Kadenz fermata//Akkord:fortissimo（サクラ、芳乃桜）
- カードファイト!! ヴァンガード ロック オン ビクトリー!!（立凪レッカ）
- 神様と運命覚醒のクロステーゼ（白鳥ラナエル）
- グリモア〜私立グリモワール魔法学園〜（岸田夏海）
- サウザンドメモリーズ（フェリシア）
- 神撃のバハムート（リノ）
- 潜入ゲーム 1st Story（ナル）
- 超女神信仰 ノワール 激神ブラックハート（リューカ）
- 虹色カノジョ
- V.D.-バニッシュメント・デイ-（昭島千尋）
- 魔法少女大戦 ZANBATSU（浅間まつり）
- みんなでまもって騎士 姫のトキメキらぷそでぃ（ローラ姫）

2015年
- ケイオスドラゴン 混沌戦争（イズミ）
- 超銀河船団∞ -INFINITY-（ヒラタ コノミ）
- 幻影異聞録♯FE（黒乃霧亜）
- ザクセスヘブン（蘭）
- ザ・バレットリポーター（犬走椛）
- シュヴァルツェスマーケン 紅血の紋章（リィズ・ホーエンシュタイン）
- STELLA GLOW（リゼット）
- 戦国姫譚MURAMASA-雅-（石田三成、柿崎景家、宮本武蔵、岡部正蔵）
- 夏色ハイスクル★青春白書 〜転校初日のオレが幼馴染と再会したら(略)（雪村ヒカル）
- バトルガール ハイスクール（芹沢蓮華）
- レイギガント（ニル・フィニアス）
- ソードアート・オンライン -コード・レジスタ-（シャム）
- ファイナルファンタジーXIV：蒼天のイシュガルド（クルル）
- ブレイブリーアーカイブ ディーズレポート（ダフネ、ロアンヌ、メイジー）

2016年
- エミル・クロニクル・オンライン（イリス・ロア / イリス・アナザー）
- ゲットリッチ（ウルズ）
- ゴシックは魔法乙女〜さっさと契約しなさい!〜（ピオニー）
- Shadowverse（煌翼の戦士・リノ、フェアリーナイト）
- シュヴァルツェスマーケン 殉教者たち（リィズ・ホーエンシュタイン）
- シンデレラブレイド（リリス）
- 戦乱のサムライキングダム（初芽）
- ダブルフォーカス〜文と椛の弾丸取材紀行〜（犬走椛）
- 不思議の幻想郷 TOD RELOADED（犬走椛）
- 編隊少女 -フォーメーションガールズ-（オリガ・ホドィレヴァ）
- みみふく（北御門愛紗）

2017年
- ブラックローズサスペクツ（オリビア・モリス）
- 潜入ゲーム 1st Story リファイン版（栗原成海）
- グリザイア:ファントムトリガー（井ノ原真紀）
- 戦姫絶唱シンフォギアXD UNLIMITED（月読調）
- 黒騎士と白の魔王（イシス）

2018年
- ファイナルファンタジー ブレイブエクスヴィアス（シトラ）
- ファイトリーグ（Glam Princess スズカ）
- 三国ロマンス 〜乱世を終える少女（糜竺、張任、関銀屏、曹彰、馬良）
- ぷちぐるラブライブ!（絢瀬絵里）
- マギアレコード 魔法少女まどか☆マギカ外伝（天乃鈴音）
- ひぐらしのなく頃に奉（田村媛命）
- ディズニー マジカルファーム（クロエ、リリィ、パレット）
- ドールズフロントライン（M249 SAW）
- ファイナルファンタジーXIV：紅蓮の解放者（朱雀）
- 白猫プロジェクト (エレメージュ・ペルサキス）

2019年
- 覇穹 封神演義 〜センカイクロニクル〜（胡喜媚）
- ROBOTICS;NOTES DaSH（瀬乃宮あき穂）
- ヴァリアントフォース（ティア・アレクサンダー）
- ファイナルファンタジーXIV：漆黒の反逆者（ライナ）
- とある魔術の禁書目録 幻想収束（泡浮万彬）
- 不思議の幻想郷 -ロータスラビリンス-（犬走椛）
- グランブルーファンタジー（2019年 - 2024年、ティコ、絢瀬絵里）
- ガール・カフェ・ガン（ジムカ）
- ラブライブ! スクールアイドルフェスティバル ALL STARS（2019年 - 2023年、絢瀬絵里）
- 剣が刻（珠）

2020年
- 幻影異聞録♯FE Encore（黒乃霧亜）
- ファイアーエムブレム ヒーローズ（霧亜、ステラ）
- テイルズ オブ ザ レイズ（リトルクイーン）
- ロストディケイド（サリエル）
- 聖剣伝説3 TRIALS of MANA（美獣イザベラ）
- 御城プロジェクト:RE〜CASTLE DEFENSE〜（エゲル城、不夜城）
- ひぐらしのなく頃に 命（田村援命）
- デスティニーチャイルド（阿羅漢、スハナ）
- エデンの扉（ハルモニア）
- グリザイア クロノスリベリオン（2020年 - 2023年、井ノ原真紀） - 2作品
- キングスレイド（リピネ)

2021年
- ラブライブ!スクールアイドルフェスティバル 〜after school ACTIVITY〜 わいわい!Home Meeting!!（絢瀬絵里）
- 世界革命RPG ロードオブヒーローズ（リン）
- ブラック・サージナイト（親潮）
- パズルガールズ（エンタープライズ、マサチューセッツ）
- 終末のアーカーシャ（ダン）
- グランサガ（ヌネット）
- ラピスリライツ 〜この世界のアイドルは魔法が使える〜（2021年 - 2022年、クロエ）

2022年
- オノゴロ物語（ハル）
- 穢翼のユースティア（ユースティア・アストレア）
- メメントモリ（ソルティーナ）
- 勝利の女神:NIKKE（ノイズ）
- 幻塔（リンヤ）

2023年
- ラブライブ! スクールアイドルフェスティバル2 MIRACLE LIVE!（2023年 - 2024年、絢瀬絵里）
- D.C.III P.S. ～ダ・カーポIII プラスストーリー～（エドワード・ワトスン）
- 崩壊:スターレイル（トパーズ）
- モンスターストライク（2023年 - 2024年、マギア）
- 東方幻想エクリプス（茨木華扇）

2024年
- 百英雄伝 (スミレ）
- メタファー：リファンタジオ（ジュナ）
- マブラヴ：ディメンションズ（伊隅あきら）
- モンソニ！（2024年 - 2025年、マギア）

2025年
- 新月同行（沐綿）

### ドラマCD
2006年
- ドラマCD アルトネリコ 第1 - 2巻（クルシェ・エレンディア）
- エミル・クロニクル・オンライン ドラマCD は〜とふるMAP Vol.1 - 3 （ルチル、ファセット）

2007年
- アルトネリコ 世界の終わりで詩い続ける少女 ヒュムノスミュージカル スピカ〜心が紡ぐ贈りもの〜（クルシェ・エレンディア）

2008年
- D.C.II S.S. 〜ダ・カーポII セカンドシーズン〜 ドラマCD「聖夜のミスコン騒動!」（月島小恋）
- みなみけ（ミユキ）
- メタルスレイダーグローリー（チャーミー・グリント）

2010年
- プラナス・ガール（藍川絆）
- ラブライブ！ シリーズ（絢瀬絵里）

2011年
- ドラマCD『穢翼のユースティア』プレCD（ユースティア・アストレア）
- ドラマCD 穢翼のユースティア第1 - 6章（ユースティア・アストレア）
- あかねいろ -池上茜アートワークス-（ちょこ）
- ティンクル☆くるせいだーす「ドキドキ!?サバイバル☆バケーション！」（ルルシェ）

2012年
- 101番目の百物語（仁藤キリカ）

2013年
- 聖剣と魔竜の世界 ボイスドラマCD〜魔竜宣言〜（月夜野灯花）
- 剣神の継承者（セフィ）

2014年
- 聖剣と魔竜の世界 ドラマCD 聖剣と魔竜のデッドエアー（月夜野灯花）
- ダブルフォーカス外伝 晴れ時々妖怪の山にて（犬走椛）
- フレイム王国興亡記 ドラマCD「乙女の戦い -Sweet Girl's War-」（エリカ・オーレンフェルト・ファン・フレイム）
- ひぐらしのなく頃に 奉 ラジオCD〜 神様ラジオ、雛見沢の異界からこんにちは、なのです〜！〜（田村媛命）

2015年
- PSYCHO-PASS 監視官 狡噛慎也（天利陽名）
- 聖剣と魔竜の世界 ドラマCD 聖剣と魔竜の真世界（月夜野灯花）
- くだみみの猫（2015年 - 2016年、若ユカリ)
- なまいきざかり。 （2015年 - 2017年、町田由希）※花とゆめ 2015年19号・2016年19号・2017年17号付録、単行本10巻 ドラマCD付き限定版
- 101番目の百物語 ドラマCD「果てしない学園祭」（仁藤キリカ）
- 怪談イズデッド（プールの幽霊）

2017年
- ∞伝説MEGAミックス（メグ）

### 吹き替え

#### 映画
- ローマの休日（2020年、アン王女〈オードリー・ヘプバーン〉[218]）※N.E.M.版

#### ドラマ
- エデンの東（2009年、イ・ギスン〈チョン・ソンミン〉）

#### アニメ
- グリンチ（2018年、金髪フー[219]）
- ペット2（2019年、プリンセス[220]）
- 齢5000年の草食ドラゴン、いわれなき邪竜認定（2023年 - 2024年、ライオット[221]） - 2シリーズ[一覧 15]

### ラジオ
※はインターネット配信。
- 〜ラジオ ディメンション・ゼロ〜 スマッシュさせて♪（2006年、ディメンション・ゼロ公式サイト内※）
- RADIOアニメロミックス第二部（2007年 - 2008年、超!A&G+※）
- ラジオ ダ・カーポII 〜初音島日記〜（2007年 - 2008年、アニメイトTV※）
- ブシロードしろくろラジオ（2008年 - 2009年、HiBiKi Radio Station※・音泉※）
- ペンギン娘らじぉ（2008年、ニコニコアニメチャンネル※）
- RADIOアニメロミックス内ミニコーナー「ニコステ」（2008年 - 2009年、文化放送・ニコニコアニメチャンネル※など）
- マリアとユンユンの上海飯店で会いましょう（2009年、アニメイトTV※）
- 南條愛乃と紗綾のイモートコントロール（2010年 - 2012年、HiBiKi Radio Station※）
- 探偵オペラ ミルキィホームズ 明智小衣の取調室（2010年 - 2011年、文化放送）
- 聖痕のクェイサーラジオ2 〜翠玲学園放送部〜（2011年、ランティスウェブラジオ※・音泉※）
- オーガスト放送局 あいよくラジオ（2011年 - 2012年、音泉※・オーガスト公式サイト内※）
- ヴァイスシュヴァルツ ポータブル 矢作紗友里・南條愛乃の 白黒学園放送部（2011年、HiBiKi Radio Station※）
- ティンクル☆くるせいだーす イレアとルルシェの“神”ラジオ（2011年 - 2012年、HiBiKi Radio Station※）
- ロボティクス・ノーツRADIO〜リアルロボ部 少年少女たちの夢〜（2011年 - 2013年、HiBiKi Radio Station※）
- 【ガールズ落語ラジオ】 じょしらじ（2012年、音泉※）不定期パーソナリティ
- 飛空士ラジオ!恋ジョルノ☆歌ジョルノ♪ （2013年 - 2014年、音泉※）
- RADIOアニメロミックス ラブライブ！〜のぞえりRadioGarden〜（2014年 - 2015年、文化放送・ニコニコアニメチャンネル※など）
- 南條愛乃のジョルメディア（2014年 - 2015年、ニコニコ生放送※）[222]
- 南條愛乃・エオルゼアより愛をこめて（2014年 - 2022年、音泉※・HiBiKi Radio Station※）
- 真・ジョルメディア 南條さん、ラジオする!(2015年 - 2019年、超!アニメディア※)
- 豊永・南條の2人はラジオしないと思った?（2016年、ラジオ大阪・音泉※）[223]
- こちらは広報なんじょるです（2016年 - 2019年、南條愛乃オフィシャルファンクラブサイト※）[注 21]
- レディオワーク・プラネット〜時計仕掛けのラジオ〜（2017年、音泉※）
- こんにちは！なんじょーさん！！（2019年、HiBiKi Radio Station※）
- Nカフェ!!! 南條愛乃と語るモア（2021年、ニコニコ生放送）[224]
- かいちょー室だより（2022年 -、南條愛乃オフィシャルファンクラブサイト※）[注 21]
- 南條愛乃 Nのラジオ（2022年 - 2023年、文化放送、超!A&G+※）[225]

### ラジオCD
- ラジオCD 「ブシロードしろくろラジオ」 Phase.1・Phase.2
- TVアニメ 『CANAAN』WEBラジオ「マリアとユンユンの上海飯店で会いましょう」ラジオCD「CANAAN DJCD 上海飯店で会いましょう」 第壱巻・第弐巻 （2009年 - 2010年）
- TVアニメ 『聖痕のクェイサーII』 WEBラジオ「聖痕のクェイサーラジオ2~翠玲学園放送部~」 ラジオCD 「ハラSHOWタイム リターンズ」 （2011年）
- ドラマCD 『穢翼のユースティア』WEBラジオ「オーガスト放送局 あいよくラジオ」 DJCD Vol.1・Vol.2・Vol.3・Vol.4 （2011年 - 2012年）
- TVアニメ 『ROBOTICS;NOTES』 WEBラジオ「ロボティクス・ノーツRADIO〜リアルロボ部 少年少女たちの夢〜」 ラジオCD vol.1・vol.2 （2012年 - 2013年）
- TVアニメ 『じょしらく』ラジオCD 「ラジオ【ガールズ落語ラジオ】 じょしらじ」 其之壱・其之弐 （2012年 - 2013年）
- ラジオDJCD 「南條愛乃のジョルメディア」 vol.1・vol.2・vol.3·vol.4·vol.5 （2015年 - 2017年）
- TVアニメ 『ネトゲの嫁は女の子じゃないと思った?』 Webラジオ 「豊永・南條の2人はラジオしないと思った？」ラジオCD「†はと†のＣＤ」·「†トイレ†のＣＤ（ダブル）」（2016年）
- TVアニメ 『クロックワーク・プラネット』 Webラジオ 「レディオワーク・プラネット〜時計仕掛けのラジオ〜」DJCD「レディオワーク・プラネット〜時計仕掛けのラジオ〜」（2017年）

### テレビドラマ
- ファイナルファンタジーXIV 光のお父さん（2017年、マイディーの声）

### 実写映画
- 劇場版 ファイナルファンタジーXIV 光のお父さん（2019年、マイディーの声）[226]
- 劇場版「にゃん旅鉄道」（2022年、ばすの声[227]）

### ナレーション
- ファミリーマート（2017年、店内CM「合宿免許WAO!![228]」）
- にゃん旅（2017年4月1日 - 番組終了）
- ラップスタア誕生!（Season1:2017年5月5日 - 12月9日、Season2:2018年2月7日 - 6月27日、Season3:2018年10月10日 - 2019年1月30日）
- MUSIX TV（2019年10月6日 - 2020年3月15日）

### テレビ番組
※はインターネット配信。
- 女子落語協会一門の女子トーーーク!（2012年、ニコニコ動画※）
- 2.5次元てれび（2012年 - 2013年、番組公式サイト※）MC
- 入門!道場ルノ（2013年、TOKYO MX）「リスアニ!TV」内コーナー
- 南條一間（2013年、ニコニコ生放送※）「電人☆ゲッチャ！」内箱番
- 南條一間 〜じじいとわたしの60日〜（2015年、TOKYO MX）「リスアニ!TV」内コーナー
- 南條一間 〜ZとNの夏休み〜（2016年、TOKYO MX）「リスアニ!TV」内コーナー
- 南條一間 〜シーズン3〜（2017年、TOKYO MX）「LisAni!NAVI」内コーナー
- 南條一間 〜シーズン4〜（2018年、TOKYO MX 、MUSIC ON! TV）「LisAni!NAVI」内コーナー
- 【日笠陽子×南條愛乃×茅野愛衣】Say U Play（2022年、YouTube※）[229]

### CM
- エスカップ（エスエス製薬）（2015年、Web CM）[230]

### 映像商品
- 家庭教師ヒットマンREBORN! ボンゴレ最強のカルネヴァーレ4 BLUE（ユニ）
- 家庭教師ヒットマンREBORN! ボンゴレ究極のカルネヴァーレ!!!!!（ユニ）
- 家庭教師ヒットマンREBORN! ボンゴレ最強のカルネヴァーレコレクションDVD ver.ミルフィオーレ（ユニ）

### パチンコ・スロット機
- CR くるくるぱちんこ新EX麻雀2（2013年、白虎転身香蓮）[231]
- シンデレラブレイド2（2014年、リリス）[232]
- 探偵歌劇 ミルキィホームズTD 消えた7と奇跡の歌（2016年、明智小衣[233]）
- プリシラと魔法の本（2016年、ラズリ[234]）
- 防空少女ラブキューレ（2017年、五十嵐零華）
- シンデレラブレイド3（2017年、リリス）

### デジタルコミック
- Manga2.5 恋愛専科（2013年、櫻小路京[235][236]））
- A-KOE 怪談イズデッド（2015年、プールの幽霊[237][238]）
- ラピスリライツ 私たちのPrelude（前奏曲）（2020年、クロエ）

### その他コンテンツ
- RAY（2005年、Vシネマ）小野口絵里
- G-Tuneちゃん（2014年、マウスコンピューター）Tuneちゃん[239]
- 読売新聞 『編集手帳』（2016年、YouTube）
- ポールプリンセス!! スペシャルボイスドラマ（2023年、御子白ユカリ）
- キミとアイドルプリキュア♪ ドリームステージ♪（2025年7月 - 2026年3月予定、プリルン / キュアズキューン[240]）

## ディスコグラフィ

### シングル
|            | 発売日         | タイトル                      | 規格品番  | 規格品番  | オリコン 最高位 |
| 初回限定盤 | 発売日         | タイトル                      | 通常盤    |           | オリコン 最高位 |
| ---------- | -------------- | ----------------------------- | --------- | --------- | --------------- |
| 1st        | 2013年11月27日 | 君が笑む夕暮れ                | GNCA-0318 | GNCA-0319 | 33位            |
| 2nd        | 2014年11月5日  | あなたの愛した世界            | GNCA-0353 | GNCA-0354 | 17位            |
| 3rd        | 2015年4月29日  | 黄昏のスタアライト            | GNCA-0361 | GNCA-0362 | 18位            |
| 4th        | 2015年6月10日  | きみを探しに                  | GNCA-0382 | GNCA-0383 | 14位            |
| 5th        | 2016年5月25日  | ゼロイチキセキ                | GNCA-0430 | GNCA-0431 | 10位            |
| 6th        | 2017年5月17日  | 光のはじまり                  | GNCA-0477 | GNCA-0478 | 8位             |
| 7th        | 2017年5月17日  | 一切は物語（feat.やなぎなぎ） | GNCA-0479 | GNCA-0480 | 7位             |
| 8th        | 2019年2月6日   | 君のとなり わたしの場所       | GNCA-0548 | GNCA-0549 | 13位            |
| 9th        | 2019年3月13日  | サヨナラの惑星                | GNCA-0565 | GNCA-0566 | 14位            |
| 10th       | 2020年4月29日  | 藪の中のジンテーゼ            | GNCA-0610 | GNCA-0611 | 10位            |
| 11th       | 2020年11月25日 | 涙流るるまま                  | GNCA-0625 | GNCA-0626 | 23位            |
| 12th       | 2021年11月10日 | EVOLUTiON:                    | GNCA-0646 | GNCA-0647 | 20位            |
| 13th       | 2022年2月23日  | ヒトリとキミと                | GNCA-0662 | GNCA-0663 | 24位            |
| 14th       | 2023年10月25日 | 閃 -Sen-                      | GNCA-0704 | GNCA-0705 | 22位            |

#### 配信限定シングル
|   | 発売日        | タイトル                                           |
| - | ------------- | -------------------------------------------------- |
| 1 | 2021年12月8日 | A Tiny Winter Story                                |
| 2 | 2022年5月11日 | 待ち合わせはあのカフェで!!! -店長とのかけあいVer.- |
| 3 | 2023年8月4日  | 瓦礫に咲く花                                       |
| 4 | 2024年1月18日 | 光のトリル                                         |
| 5 | 2025年1月29日 | ダンデライオン                                     |

### アルバム
|                  | 発売日         | タイトル                                                    | 規格品番                    | 規格品番  | 規格品番  | オリコン 最高位 |
| BD付初回盤       | 発売日         | タイトル                                                    | DVD付初回盤                 | 通常盤    |           | オリコン 最高位 |
| ---------------- | -------------- | ----------------------------------------------------------- | --------------------------- | --------- | --------- | --------------- |
| ミニ             | 2012年12月12日 | カタルモア                                                  |                             |           | GNCA-1339 | 83位            |
| 1st              | 2015年7月22日  | 東京 1/3650                                                 | GNCA-1448                   | GNCA-1449 | GNCA-1450 | 5位             |
| 2nd              | 2016年7月13日  | Nのハコ                                                     | GNCA-1486                   | GNCA-1487 | GNCA-1488 | 4位             |
| 3rd              | 2017年7月12日  | サントロワ∴                                                 | GNCA-1508                   | GNCA-1509 | GNCA-1510 | 6位             |
| ベスト           | 2018年7月18日  | 南條愛乃 ベストアルバム THE MEMORIES APARTMENT - Anime -    | GNCA-1530                   | GNCA-1531 | GNCA-1532 | 11位            |
| ベスト           | 2018年7月18日  | 南條愛乃 ベストアルバム THE MEMORIES APARTMENT - Original - | GNCA-1533                   | GNCA-1534 | GNCA-1535 | 12位            |
| ライブ           | 2019年7月24日  | LIVE A LIFE                                                 | GNCA-1547                   | GNCA-1548 | GNCA-1549 | 9位             |
| アコースティック | 2020年9月2日   | Acoustic for you.                                           | GNCA-1586                   | GNCA-1587 | GNCA-1588 | 8位             |
| 4th              | 2021年12月22日 | A Tiny Winter Story                                         | GNCA-1577                   | GNCA-1578 | GNCA-1579 | 20位            |
| 5th              | 2022年12月21日 | ジャーニーズ・トランク                                      | GNCA-1629                   |           |           | 30位            |
| 6th              | 2023年12月13日 | The Fantasic Garden                                         | GNCA-1658 (A) GNCA-1659 (B) |           | GNCA-1660 | 17位            |

### タイアップ曲
| 年     | 楽曲                    | タイアップ先                                                                            |
| ------ | ----------------------- | --------------------------------------------------------------------------------------- |
| 2013年 | 君が笑む夕暮れ          | テレビアニメ『東京レイヴンズ』前期エンディングテーマ                                    |
| 2014年 | あなたの愛した世界      | テレビアニメ『グリザイアの果実』エンディングテーマ                                      |
| 2015年 | 黄昏のスタアライト      | テレビアニメ『グリザイアの楽園』カプリスの繭編エンディングテーマ                        |
| 2015年 | きみを探しに            | テレビアニメ『グリザイアの楽園』ブランエールの種編エンディングテーマ                    |
| 2016年 | ゼロイチキセキ          | テレビアニメ『ネトゲの嫁は女の子じゃないと思った?』エンディングテーマ                   |
| 2017年 | 光のはじまり            | テレビアニメ『アトム ザ・ビギニング』エンディングテーマ                                 |
| 2017年 | 一切は物語              | テレビアニメ『ベルセルク』第2期エンディングテーマ                                       |
| 2018年 | blessing symphony       | PlayStation Vita専用ゲームソフト『レイギガント』ニル・フィニアス篇主題歌                |
| 2019年 | 君のとなり わたしの場所 | テレビアニメ『同居人はひざ、時々、頭のうえ。』エンディングテーマ                        |
| 2019年 | サヨナラの惑星          | OVA『グリザイア:ファントムトリガー THE ANIMATION』エンディングテーマ                    |
| 2020年 | 藪の中のジンテーゼ      | テレビアニメ『文豪とアルケミスト 〜審判ノ歯車〜』エンディングテーマ                     |
| 2020年 | 涙流るるまま            | OVA『グリザイア:ファントムトリガー THE ANIMATION スターゲイザー』エンディングテーマ     |
| 2020年 | 新世界                  | スマートフォンアプリゲーム『グリザイア クロノスリベリオン』オープニングテーマ           |
| 2021年 | EVOLUTiON：             | テレビアニメ『進化の実〜知らないうちに勝ち組人生〜』オープニングテーマ                  |
| 2022年 | ヒトリとキミと          | テレビアニメ『天才王子の赤字国家再生術』エンディングテーマ                              |
| 2023年 | 瓦礫に咲く花            | PCゲーム『グリザイア クロノスリベリオン』エンディングテーマ                             |
| 2023年 | 閃 -Sen-                | テレビアニメ『冒険者になりたいと都に出て行った娘がSランクになってた』オープニングテーマ |
| 2024年 | 光のトリル              | テレビアニメ『魔女と野獣』エンディングテーマ                                            |
| 2025年 | ダンデライオン          | テレビアニメ『グリザイア:ファントムトリガー』エンディングテーマ                         |

### 歌手参加楽曲
| 発売日         | 商品名                                                             | 歌                                  | 楽曲                                              | 備考                                                                        |
| -------------- | ------------------------------------------------------------------ | ----------------------------------- | ------------------------------------------------- | --------------------------------------------------------------------------- |
| 2007年11月28日 | CircusLand I 〜ボーカルアルバム〜                                  | miru、ひーこ、南條愛乃、arisa、華憐 | 「Chaotic you」                                   | PCゲーム『CircusLand I』挿入歌                                              |
| 2007年12月12日 | PetaBits・Winter Selection vol.1                                   | 愛乃                                | 「君といた街」                                    |                                                                             |
| 2008年2月27日  | エターナルファンタジー ボーカルアルバム Songs from Eternal Fantasy | 愛乃                                | 「Trust My Way」                                  | PCゲーム『エターナルファンタジー』挿入歌                                    |
| 2008年3月14日  | D.C.P.K. 〜ダ・カーポーカー〜 ボーカルアルバム                     | 愛乃                                | 「君の空に」                                      | PCゲーム『D.C.P.K. 〜ダ・カーポーカー〜』エンディングテーマ&挿入歌          |
| 2008年10月29日 | 空を飛ぶ、3つの方法。ボーカルアルバム                              | 愛乃                                | 「ふたりで」                                      | PCゲーム『空を飛ぶ、3つの方法。』挿入歌                                     |
| 2009年1月30日  | graviton -グラヴィトン- Winter Selection Vol.2                     | 愛乃                                | 「君との道、歩きだす未来」                        |                                                                             |
| 2009年8月26日  | D.C.II To You 〜ダ・カーポII〜 トゥーユー ボーカルミニアルバム     | 南條愛乃                            | 「陽はまた昇る」                                  | PCゲーム『D.C.II To You 〜ダ・カーポII〜 トゥーユー』挿入歌                 |
| 2011年1月28日  | 朧小町 予約キャンペーン特典 SoundTrack                             | 南條愛乃                            | 「メッセンジャー」                                | PCゲーム『朧小町』主題歌                                                    |
| 2013年4月17日  | Twinkle Voice〜声の贈り物〜                                        | 南條愛乃                            | 「雪の華」                                        | 中島美嘉のカバー曲                                                          |
| 2013年12月19日 | シェルノサージュ DLC セカイパックVol.9 皇帝編第一幕                | 南條愛乃                            | 「虹の国のデュオワルツ」                          | 『シェルノサージュ〜失われた星へ捧ぐ詩〜』関連曲                            |
| 2015年5月13日  | D.C.〜ダ・カーポ〜 スーパーベスト                                  | 南條愛乃                            | 「空の続き 風の予感」                             | ゲーム『D.C.II P.S. 〜ダ・カーポII〜 プラスシチュエーション』イメージソング |
| 2016年1月27日  | Q-MHz                                                              | Q-MHz featuring 南條愛乃            | 「La fiesta? fiesta!」 「愛シカタナンテ知ラナイ」 |                                                                             |
| 2018年9月18日  | ファイナルファンタジーXIV: 紅蓮の解放者                            | 南條愛乃                            | 『千年の暁〜朱雀征魂戦〜』                        | ゲーム『ファイナルファンタジーXIV: 紅蓮の解放者』挿入歌                     |
| 2024年8月21日  | Secret Operation                                                   | fripSide feat.Yoshino Nanjo         | 「Secret Operation」                              | テレビアニメ『夜桜さんちの大作戦』第2クールオープニングテーマ               |

### キャラクターソング
| 発売日   | 商品名                                                                                      | 歌 | 楽曲                                                                                  | 備考                                                                                    |
| 2006年   | 2006年                                                                                      | 2006年 | 2006年                                                                                | 2006年                                                                                  |
| -------- | ------------------------------------------------------------------------------------------- | --- | ------------------------------------------------------------------------------------- | --------------------------------------------------------------------------------------- |
| 6月7日   | Soul Link The Animation Mission01                                                           | 杉本亜弥（南條愛乃） | 「雨のち晴れ」                                                                        | TVアニメ『Soul Link』イメージソング                                                     |
| 12月26日 | D.C.II 〜ダ・カーポII〜 キャラクターソング Vol.1/月島小恋                                   | 月島小恋（南條愛乃） | 「Little wish 〜蕾のままで抱きしめて〜」 「小さな恋の花」                             | テレビアニメ『D.C.II 〜ダ・カーポII〜』関連曲                                           |
| 2008年   |                                                                                             | |                                                                                       |                                                                                         |
| 6月25日  | ペンギン娘はぁと 恋愛自由少女♀                                                              | PNGN6 | 「恋愛自由少女♀」                                                                     | テレビアニメ『ペンギン娘♥はぁと』オープニングテーマ                                     |
| 7月30日  | ペンギン娘はぁと 揺れてはじけてあふれちゃう☆魅惑のペンギン娘                                | PNGN4 | 「揺れてはじけてあふれちゃう☆魅惑のペンギン娘」                                       | テレビアニメ『ペンギン娘♥はぁと』エンディングテーマ                                     |
| 10月29日 | ゆらゆら+ゆりゆら+ななななー                                                                | PNGN3 | 「ゆらゆら+ゆりゆら+ななななー」                                                      | テレビアニメ『ペンギン娘♥はぁと』エンディングテーマ                                     |
| 2009年   |                                                                                             | |                                                                                       |                                                                                         |
| 9月16日  | 家庭教師ヒットマンREBORN! ミルフィオーレ シングル2 ブラックスペル                           | ユニ（南條愛乃） | 「心の星」                                                                            | テレビアニメ『家庭教師ヒットマンREBORN!』関連曲                                         |
| 2010年   |                                                                                             | |                                                                                       |                                                                                         |
| 12月22日 | 〜ミルキィ show time♪                                                                       | シャーロック・シェリンフォード（三森すずこ）、明智小衣（南條愛乃） | 「ライバル捜査線☆」                                                                   | 『探偵オペラ ミルキィホームズ』関連曲                                                   |
| 2011年   |                                                                                             | |                                                                                       |                                                                                         |
| 3月25日  | 森田さんは無口 theme songs                                                                  | MM second | 「遠回りして帰ろ!」                                                                   | OVA 『森田さんは無口』エンディングテーマ                                                |
| 3月26日  | あかねいろ -池上茜アートワークス- （特別限定版内包CD）                                      | ちょこ（南條愛乃） | 「リレーション」                                                                      | PCゲーム『あかねいろ 池上茜 -アートワークス-』主題歌                                    |
| 8月24日  | To-gather!!!!                                                                               | 明智小衣（南條愛乃） | 「ココロノエデン」                                                                    | 『探偵オペラ ミルキィホームズ』関連曲                                                   |
| 11月25日 | 穢翼のユースティア -Original CharacterSong Series- EUSTIA                                   | ユースティア・アストレア（南條愛乃） | 「空種－そらたね－」 「Asphodelus」                                                   | PCゲーム『穢翼のユースティア』関連曲                                                    |
| 2012年   |                                                                                             | |                                                                                       |                                                                                         |
| 2月24日  | ティンクル☆くるせいだーす きらきらサウンドステージ #PSS イレア&ルルシェ                     | ルルシェ（南條愛乃） | 「Sweetest memory」                                                                   | PCゲーム『ティンクル☆くるせいだーす -Passion Star Stream-』関連曲                       |
| 5月5日   | ミラクルトリガー 〜きっと明日はウルトラレア!〜／スタンドアップ!DREAM                        | ウルトラレア | 「ミラクルトリガー 〜きっと明日はウルトラレア!〜」 「スタンドアップ! DREAM」          | テレビアニメ『カードファイト!! ヴァンガード』関連曲                                     |
| 6月27日  | カードファイト!! ヴァンガード キャラクターソングアルバム スタンドアップ! ザ・ソング!!       | ウルトラレア | 「ミラクルトリガー 〜きっと明日はウルトラレア!〜」 「スタンドアップ! DREAM」          | テレビアニメ『カードファイト!! ヴァンガード』関連曲                                     |
| 7月25日  | soldier game                                                                                | 西木野真姫（Pile）、園田海未（三森すずこ）、絢瀬絵里（南條愛乃） | 「soldier game」                                                                      | 『ラブライブ!』関連曲                                                                   |
| 7月25日  | soldier game                                                                                | 絢瀬絵里（南條愛乃） | 「ありふれた悲しみの果て」                                                            | 『ラブライブ!』関連曲                                                                   |
| 7月27日  | 穢翼のユースティア -Original CharacterSong Series- CAIM                                     | カイム・アストレア（近藤隆）、ユースティア・アストレア（南條愛乃） | 「Melt Drops」                                                                        | PCゲーム『穢翼のユースティア』関連曲                                                    |
| 8月15日  | お後がよろしくって…よ!                                                                      | 極♨落女会 | 「お後がよろしくって…よ!」 「れんあいこわい」                                         | テレビアニメ『じょしらく』オープニングテーマ                                            |
| 2013年   |                                                                                             | |                                                                                       |                                                                                         |
| 1月23日  | じょしらく Blu-ray & DVD 第4巻期間限定版特典CD                                              | 空琉美遊亭丸京（南條愛乃） | 「バイオレンス狂想曲」                                                                | テレビアニメ『じょしらく』関連曲                                                        |
| 2月20日  | ENDLESS☆FIGHTER                                                                             | ウルトラレア | 「ENDLESS☆FIGHTER」 「未来SKETCH!」                                                   | テレビアニメ『カードファイト!! ヴァンガード リンクジョーカー編』エンディングテーマ      |
| 4月24日  | 天使たちの福音〜feat.μ's〈ラブライブ!〉                                                     | 早乙女リリエル（矢澤にこ（徳井青空））、竜崎クロウエル（高坂穂乃果（新田恵海））、白鳥ラナエル（絢瀬絵里（南條愛乃））、綾小路シェリエル（東條希（楠田亜衣奈））、東條ネルエル（小泉花陽（久保ユリカ）） | 「革命ですね?神様!」                                                                  | PS3ゲーム『神様と運命革命のパラドクス』関連曲                                           |
| 4月24日  | 天使たちの福音〜feat.μ's〈ラブライブ!〉                                                     | 白鳥ラナエル［絢瀬絵里（南條愛乃）］ | 「斯くも優美な日となりて」                                                            | PS3ゲーム『神様と運命革命のパラドクス』関連曲                                           |
| 4月24日  | みなみけ ただいま キャラクターソングアルバム 「みなみけのみなうた」                         | みなみけのみなさん | 「みなうた」                                                                          | テレビアニメ『みなみけ ただいま』関連曲                                                 |
| 4月24日  | みなみけ ただいま キャラクターソングアルバム 「みなみけのみなうた」                         | ミユキ（南條愛乃） | 「教えて∞ 」                                                                          | テレビアニメ『みなみけ ただいま』関連曲                                                 |
| 8月28日  | μ's オリジナルソングCD 6                                                                    | 絢瀬絵里（南條愛乃）、東條希（楠田亜衣奈） | 「硝子の花園」                                                                        | 『ラブライブ!』関連曲                                                                   |
| 8月28日  | 戦姫絶唱シンフォギアG キャラクターソング5 月読調                                            | 月読調（南條愛乃） | 「鏖鋸・シュルシャガナ」 「PRACTICE MODE」                                            | テレビアニメ『戦姫絶唱シンフォギアG』挿入歌                                             |
| 12月4日  | 戦姫絶唱シンフォギアG BD&DVD第3巻限定版特典CD                                               | 月読調（南條愛乃）、暁切歌（茅野愛衣） | 「ORBITAL BEAT（Ver.ZABABA）」                                                        | テレビアニメ『戦姫絶唱シンフォギアG』挿入歌                                             |
| 12月18日 | オカルトメイデン キャラクターソング・アルバム                                               | 雨野春陽 （南條愛乃） | 「蒼穹の誓い feat. Starving Trancer」 「革命の刃 feat. 成田旬」                       | スマートフォンゲーム『オカルトメイデン』関連曲                                          |
| 12月21日 | 剣神の継承者1 CD付き特装版                                                                  | セフィ（南條愛乃） | 「WiLL」                                                                              | ドラマCD『剣神の継承者』イメージソング                                                  |
| 2014年   |                                                                                             | |                                                                                       |                                                                                         |
| 1月8日   | 戦姫絶唱シンフォギアG BD&DVD第4巻限定版特典CD                                               | 月読調（南條愛乃）、暁切歌（茅野愛衣） | 「ワタシの全部、キミに捧げて調べ歌う（絶唱）」                                        | テレビアニメ『戦姫絶唱シンフォギアG』挿入歌                                             |
| 2月5日   | 戦姫絶唱シンフォギアG BD&DVD第5巻限定版特典CD                                               | 月読調（南條愛乃） | 「純心は突き立つ牙となり（聖詠）」                                                    | テレビアニメ『戦姫絶唱シンフォギアG』挿入歌                                             |
| 3月5日   | 戦姫絶唱シンフォギアG BD&DVD第6巻限定版特典CD                                               | 月読調（南條愛乃）、暁切歌（茅野愛衣） | 「Edge Works of Goddess ZABABA」                                                      | テレビアニメ『戦姫絶唱シンフォギアG』挿入歌                                             |
| 3月5日   | 戦姫絶唱シンフォギアG BD&DVD第6巻限定版特典CD                                               | 立花響（悠木碧）、風鳴翼（水樹奈々）、雪音クリス（高垣彩陽）、マリア・カデンツァヴナ・イヴ（日笠陽子）、月読調（南條愛乃）、暁切歌（茅野愛衣）                                                           | 「始まりの歌」                                                                        | テレビアニメ『戦姫絶唱シンフォギアG』挿入歌                                             |
| 3月5日   | 戦姫絶唱シンフォギアG BD&DVD第6巻限定版特典CD                                               | 立花響（悠木碧）、風鳴翼（水樹奈々）、雪音クリス（高垣彩陽）、マリア・カデンツァヴナ・イヴ（日笠陽子）、月読調（南條愛乃）、暁切歌（茅野愛衣）、天羽奏（高山みなみ）                                     | 「虹色のフリューゲル」                                                                | テレビアニメ『戦姫絶唱シンフォギアG』挿入歌                                             |
| 3月5日   | Ar nosurge Genometric Concert Side.紅〜天統姫〜                                             | キャスティ・リアノイト（南條愛乃） | 「Class::CIEL_N_PROTECTA;」 「Class::EXPAJA;」 「Class::AR_NOSURGE #RE:Incarnation;」 | PS3ゲーム『アルノサージュ〜生まれいずる星へ祈る詩〜』挿入歌                             |
| 3月5日   | Ar nosurge Genometric Concert Side.紅〜天統姫〜                                             | キャスティ・リアノイト（南條愛乃） | 「Ar-ciel Ar-manaf」                                                                  | PS3ゲーム『アルノサージュ〜生まれいずる星へ祈る詩〜』主題歌                             |
| 5月14日  | 黒組曲・序                                                                                  | 10年黒組 | 「QUEEN」                                                                             | テレビアニメ『悪魔のリドル』エンディングテーマ                                          |
| 6月11日  | 黒組曲・破                                                                                  | 10年黒組 | 「THE LAST PARTY」                                                                    | テレビアニメ『悪魔のリドル』エンディングテーマ                                          |
| 6月11日  | Love wing bell/Dancing stars on me!                                                         | 星空凛（飯田里穂）、西木野真姫（Pile）、小泉花陽（久保ユリカ）、絢瀬絵里（南條愛乃）、東條希（楠田亜衣奈）、矢澤にこ（徳井青空）                                                                         | 「Love wing bell」                                                                    | テレビアニメ『ラブライブ!』挿入歌                                                       |
| 6月11日  | Love wing bell/Dancing stars on me!                                                         | μ's | 「Dancing stars on me!」                                                              | テレビアニメ『ラブライブ!』挿入歌                                                       |
| 7月9日   | 黒組曲・急                                                                                  | 走り鳰（南條愛乃） | 「Survival」                                                                          | テレビアニメ『悪魔のリドル』エンディングテーマ                                          |
| 7月9日   | 黒組曲・急                                                                                  | 10年黒組 | 「仰げば尊し」                                                                        | テレビアニメ『悪魔のリドル』挿入歌                                                      |
| 9月24日  | ラブライブ! 2nd Season BD第4巻特典CD                                                        | 園田海未（三森すずこ）、絢瀬絵里（南條愛乃） | 「Storm in Lover」                                                                    | テレビアニメ『ラブライブ!』関連曲                                                       |
| 10月29日 | MIRACLE MILLION!                                                                            | ランスロット（赤﨑千夏）、ガウェイン（大久保瑠美）、マビノギオン（南條愛乃）、トリスタン（久保ユリカ）                                                                                                   | 「MIRACLE MILLION!」                                                                  | ゲーム『唯一性ミリオンアーサー』挿入歌                                                  |
| 12月24日 | カードファイト!! ヴァンガード ベストアルバム2 〜リンクジョーカー&レギオンメイト編〜         | ウルトラレア | 「Bravery Flame」                                                                     | アニメ映画『劇場版 カードファイト!! ヴァンガード ネオンメサイア』挿入歌                 |
| 12月24日 | 冬がくれた予感                                                                              | BiBi | 「冬がくれた予感」 「Trouble Busters」                                                | ゲーム『ラブライブ! スクールアイドルフェスティバル』関連曲                              |
| 12月25日 | 『ラブライブ!』（2期）アニメイト全巻購入特典CD                                              | BiBi | 「Silent tonight」                                                                    | 『ラブライブ!』関連曲                                                                   |
| 2015年   |                                                                                             | |                                                                                       |                                                                                         |
| 4月15日  | Treasure Disc                                                                               | ミルキィホームズ、フェザーズ、明智小衣（南條愛乃）、天城茉莉音（新田恵海） | 「いい日TD」                                                                          | テレビアニメ『探偵歌劇 ミルキィホームズ TD』挿入歌                                      |
| 4月15日  | Treasure Disc                                                                               | 明智小衣（南條愛乃） | 「パーフェクトラブ!」                                                                 | テレビアニメ『探偵歌劇 ミルキィホームズ TD』挿入歌                                      |
| 5月23日  | ラブライブ!The School Idol Movie特典付前売券第3弾 ユニットシングルBiBi 最低で最高のParadiso | BiBi | 「最低で最高のParadiso」                                                              | 『ラブライブ!』関連曲                                                                   |
| 6月4日   | STELLA GLOW(ステラグロウ) Wonder Goo特典 歌魔法CD 「リゼットVer.」                          | リゼット（南條愛乃） | 「伝説の海へ」                                                                        | 3DSゲーム『STELLA GLOW』関連曲                                                          |
| 7月8日   | SUNNY DAY SONG/?←HEARTBEAT                                                                  | 絢瀬絵里（南條愛乃）、東條希（楠田亜衣奈）、矢澤にこ（徳井青空） | 「?←HEARTBEAT」                                                                       | 劇場アニメ『ラブライブ!The School Idol Movie』挿入歌                                    |
| 9月2日   | 戦姫絶唱シンフォギアGX キャラクターソング6 月読調                                           | 月読調（南條愛乃） | 「ジェノサイドソウ・ヘヴン」 「SENSE OF DISTANCE」                                    | テレビアニメ『戦姫絶唱シンフォギアGX』挿入歌                                            |
| 9月30日  | 戦姫絶唱シンフォギアGX BD・DVD第1巻特典CD                                                   | 月読調（南條愛乃）、暁切歌（茅野愛衣） | 「Just Loving X-Edge」                                                                | テレビアニメ『戦姫絶唱シンフォギアGX』挿入歌                                            |
| 10月28日 | 戦姫絶唱シンフォギアGX BD・DVD第2巻特典CD                                                   | 立花響（悠木碧）、風鳴翼（水樹奈々）、雪音クリス（高垣彩陽）、マリア・カデンツァヴナ・イヴ（日笠陽子）、月読調（南條愛乃）、暁切歌（茅野愛衣）                                                           | 「戦場の姫巫女、絶えず命を唱いあげる（絶唱）」                                        | テレビアニメ『戦姫絶唱シンフォギアGX』挿入歌                                            |
| 12月23日 | 戦姫絶唱シンフォギアGX BD・DVD第4巻特典CD                                                   | 月読調（南條愛乃）、暁切歌（茅野愛衣） | 「Just Loving X-Edge（IGNITED arrangement）」                                         | テレビアニメ『戦姫絶唱シンフォギアGX』挿入歌                                            |
| 2016年   |                                                                                             | |                                                                                       |                                                                                         |
| 1月20日  | 錯覚CROSSROADS                                                                              | BiBi | 「錯覚CROSSROADS」 「PSYCHIC FIRE」                                                   | ゲーム『ラブライブ! スクールアイドルフェスティバル』関連曲                              |
| 2月10日  | 幻影異聞録♯FE ボーカルコレクション                                                          | Kiria（南條愛乃） | 「Reincarnation」 「迷路」                                                            | ゲーム『幻影異聞録♯FE』関連曲                                                           |
| 2月10日  | 幻影異聞録♯FE ボーカルコレクション                                                          | Kiria（南條愛乃）、織部つばさ（水瀬いのり） | 「Give me!!」                                                                         | ゲーム『幻影異聞録♯FE』関連曲                                                           |
| 2月10日  | 幻影異聞録♯FE ボーカルコレクション                                                          | 蒼井樹&FORTUNA ALL STARS | 「ファイアーエムブレム〜光の戯曲〜」 「Smile Smile」                                  | ゲーム『幻影異聞録♯FE』関連曲                                                           |
| 2月24日  | 戦姫絶唱シンフォギアGX BD・DVD第6巻特典CD                                                   | マリア・カデンツァヴナ・イヴ（日笠陽子）、月読調（南條愛乃）、暁切歌（茅野愛衣） | 「「ありがとう」を唄いながら」                                                        | テレビアニメ『戦姫絶唱シンフォギアGX』挿入歌                                            |
| 2月24日  | Classroom☆Crisis BD・DVD第5巻特典CD                                                         | 八槙スバル（南條愛乃） | 「イージュー★ライダー」                                                               | テレビアニメ『Classroom☆Crisis』関連曲                                                  |
| 4月27日  | STAR☆T                                                                                      | Chuuuuu♡Lip | 「わたしたちのスタートライン!」                                                       | ゲーム『バトルガール ハイスクール』関連曲                                               |
| 11月30日 | シュヴァルツェスマーケン ミュージックコレクション                                           | リィズ・ホーエンシュタイン（南條愛乃） | 「Lost Heaven」                                                                       | PCゲーム『シュヴァルツェスマーケン 殉教者たち』エンディングテーマ                       |
| 12月21日 | キミはワタシの・・・♡/Growing×Heart                                                         | /MUTE | 「Growing×Heart」                                                                     | ゲーム『バトルガール ハイスクール』関連曲                                               |
| 2017年   |                                                                                             | |                                                                                       |                                                                                         |
| 4月5日   | ぶっぷな毎日 キャラクターソング 「No.1」                                                    | ドラ（南條愛乃）、ケンタ（津久井彩文）、ゆんぼ（飯田里穂） | 「No.1」                                                                              | テレビアニメ『ぶっぷな毎日』エンディングテーマ                                          |
| 4月19日  | 劇場版プリパラ み〜んなでかがやけ！キラリン☆スターライブ！SONG COLLECTION                   | らぁら（茜屋日海夏）、なお（南條愛乃） | 「Make it!」                                                                          | 劇場アニメ『劇場版プリパラ み〜んなでかがやけ！キラリン☆スターライブ！』挿入歌          |
| 4月19日  | まじかるすいーとプリズム・ナナ 星空編 ボーカルアルバム                                      | 吠埜りいの（南條愛乃） | 「夢と希望のトロイエ」                                                                | OVA『まじかるすいーと プリズム・ナナ 星空編』関連曲                                     |
| 7月26日  | ホシノキズナ                                                                                | 神樹ヶ峰女学園星守クラス | 「ホシノキズナ」                                                                      | テレビアニメ『バトルガール ハイスクール』オープニングテーマ                             |
| 8月16日  | 戦姫絶唱シンフォギアAXZ キャラクターソング6 月読調                                          | 月読調（南條愛乃） | 「メロディアス・ムーンライト」                                                        | テレビアニメ『戦姫絶唱シンフォギアAXZ』劇中歌                                           |
| 8月16日  | 戦姫絶唱シンフォギアAXZ キャラクターソング6 月読調                                          | 月読調（南條愛乃） | 「Draft folder」                                                                      | テレビアニメ『戦姫絶唱シンフォギアAXZ』関連曲                                           |
| 8月25日  | TVアニメ「まけるな!!あくのぐんだん!」Blu-ray特典CD                                          | KAKUWA☆なれ〜しょんず | 「ねばねばぎっぱー」                                                                  | テレビアニメ『まけるな!!あくのぐんだん!』エンディングテーマ                             |
| 9月27日  | 戦姫絶唱シンフォギアAXZ BD・DVD第1巻特典CD                                                  | マリア・カデンツァヴナ・イヴ（日笠陽子）、月読調（南條愛乃）、暁切歌（茅野愛衣） | 「旋律ソロリティ」                                                                    | テレビアニメ『戦姫絶唱シンフォギアAXZ』挿入歌                                           |
| 10月25日 | 戦姫絶唱シンフォギアAXZ BD・DVD第2巻特典CD                                                  | マリア・カデンツァヴナ・イヴ（日笠陽子）、月読調（南條愛乃）、暁切歌（茅野愛衣） | 「旋律ソロリティ（IGNITED arrangement）」                                             | テレビアニメ『戦姫絶唱シンフォギアAXZ』挿入歌                                           |
| 12月20日 | バトルガールハイスクール BD・DVD第2巻特典CD                                                 | 芹沢蓮華（南條愛乃） | 「ホシノキズナ」 「わたしたちのスタートライン！」 「Growing×Heart」 「Dear Dreamer」  | テレビアニメ『バトルガールハイスクール』関連曲                                          |
| 12月27日 | 戦姫絶唱シンフォギアAXZ BD・DVD第4巻特典CD                                                  | 月読調（南條愛乃）、暁切歌（茅野愛衣） | 「ギザギザギラリ☆フルスロットル」                                                     | テレビアニメ『戦姫絶唱シンフォギアAXZ』挿入歌                                           |
| 2018年   |                                                                                             | |                                                                                       |                                                                                         |
| 1月31日  | 戦姫絶唱シンフォギアAXZ BD・DVD第5巻特典CD                                                  | 風鳴翼（水樹奈々）、月読調（南條愛乃） | 「風月ノ疾双」                                                                        | テレビアニメ『戦姫絶唱シンフォギアAXZ』挿入歌                                           |
| 2月28日  | 戦姫絶唱シンフォギアAXZ BD・DVD第6巻特典CD                                                  | 立花響（悠木碧）、風鳴翼（水樹奈々）、雪音クリス（高垣彩陽）、マリア・カデンツァヴナ・イヴ（日笠陽子）、月読調（南條愛乃）、暁切歌（茅野愛衣）                                                           | 「アクシアの風」                                                                      | テレビアニメ『戦姫絶唱シンフォギアAXZ』挿入歌                                           |
| 7月27日  | グリザイア:ファントムトリガー Vol.5                                                         | INOHARA MAKI（南條愛乃） | 「この道をあなたと」                                                                  |                                                                                         |
| 8月29日  | 戦姫絶唱シンフォギアXD UNLIMITED キャラクターソングアルバム1                                | 月読調（南條愛乃） | 「ご奉仕…メイドモード」                                                               | ゲーム『戦姫絶唱シンフォギアXD UNLIMITED』関連曲                                        |
| 10月18日 | Destiny Calls                                                                               | ウルトラレア | 「Destiny Calls」                                                                     | テレビアニメ『カードファイト!! ヴァンガード』高校生編オープニングテーマ                 |
| 2019年   |                                                                                             | |                                                                                       |                                                                                         |
| 1月16日  | ミルキィパレード!!!!                                                                        | ミルキィホームズ、フェザーズ、アルセーヌ（明坂聡美）、明智小衣（南條愛乃） | 「ミルキィアタック〜上乗せver.〜」                                                    | パチスロ『探偵歌劇 ミルキィホームズTD 消えた7と奇跡の歌』関連曲                         |
| 2月12日  | 『ROBOTICS;NOTES DaSH』 オリジナル・サウンドトラック                                        | 瀬乃宮あき穂(南條愛乃)、大徳淳和(徳井青空) | 「Tu Ru Tu Ru Dance(Another Ver.)」                                                   | ゲーム『ROBOTICS;NOTES DaSH』関連曲                                                     |
| 7月24日  | 戦姫絶唱シンフォギアXV キャラクターソング3 月読調                                           | 月読調（南條愛乃） | 「未熟少女Buttagiri!」                                                                | テレビアニメ『戦姫絶唱シンフォギアXV』挿入歌                                            |
| 7月24日  | 戦姫絶唱シンフォギアXV キャラクターソング3 月読調                                           | 月読調（南條愛乃） | 「君が泣かない世界に」                                                                | テレビアニメ『戦姫絶唱シンフォギアXV』関連曲                                            |
| 10月2日  | 戦姫絶唱シンフォギアXV BD・DVD第1巻特典CD                                                   | 立花響（悠木碧）、風鳴翼（水樹奈々）、雪音クリス（高垣彩陽）、マリア・カデンツァヴナ・イヴ（日笠陽子）、月読調（南條愛乃）、暁切歌（茅野愛衣）                                                           | 「六花繚乱」                                                                          | テレビアニメ『戦姫絶唱シンフォギアXV』挿入歌                                            |
| 12月4日  | 戦姫絶唱シンフォギアXD UNLIMITED キャラクターソングアルバム2                                | 月読調（南條愛乃）、暁切歌（茅野愛衣） | 「ダイスキスキスギ」                                                                  | ゲーム『戦姫絶唱シンフォギアXD UNLIMITED』関連曲                                        |
| 2020年   |                                                                                             | |                                                                                       |                                                                                         |
| 1月8日   | 戦姫絶唱シンフォギアXV BD・DVD第4巻特典CD                                                   | 月読調（南條愛乃）、暁切歌（茅野愛衣） | 「Cutting Edge×2 Ready go!」                                                          | テレビアニメ『戦姫絶唱シンフォギアXV』挿入歌                                            |
| 1月17日  | 幻影異聞録♯FE Encore ベストサウンドコレクション                                             | Kiria（南條愛乃） | 「友達以上、恋人未満。」                                                              | ゲーム『幻影異聞録♯FE Encore』関連曲                                                    |
| 1月17日  | 幻影異聞録♯FE Encore ベストサウンドコレクション                                             | Kiria（南條愛乃）、織部つばさ（水瀬いのり） | 「She is...」                                                                         | ゲーム『幻影異聞録♯FE Encore』関連曲                                                    |
| 2月5日   | 戦姫絶唱シンフォギアXV BD・DVD第5巻特典CD                                                   | 立花響（悠木碧）、風鳴翼（水樹奈々）、雪音クリス（高垣彩陽）、マリア・カデンツァヴナ・イヴ（日笠陽子）、月読調（南條愛乃）、暁切歌（茅野愛衣）、キャロル・マールス・ディーンハイム（水瀬いのり）         | 「PERFECT SYMPHONY」                                                                  | テレビアニメ『戦姫絶唱シンフォギアXV』挿入歌                                            |
| 2月5日   | 戦姫絶唱シンフォギアXV BD・DVD第5巻特典CD                                                   | 立花響（悠木碧）、風鳴翼（水樹奈々）、雪音クリス（高垣彩陽）、マリア・カデンツァヴナ・イヴ（日笠陽子）、月読調（南條愛乃）、暁切歌（茅野愛衣）、小日向未来（井口裕香）                                   | 「Xtreme Vibes」                                                                      | テレビアニメ『戦姫絶唱シンフォギアXV』挿入歌                                            |
| 3月4日   | 戦姫絶唱シンフォギアXV BD・DVD第6巻特典CD                                                   | 立花響（悠木碧）、風鳴翼（水樹奈々）、雪音クリス（高垣彩陽）、マリア・カデンツァヴナ・イヴ（日笠陽子）、月読調（南條愛乃）、暁切歌（茅野愛衣）、小日向未来（井口裕香）                                   | 「未来へのフリューゲル」                                                              | テレビアニメ『戦姫絶唱シンフォギアXV』挿入歌                                            |
| 11月25日 | Beautiful World/HYBRID                                                                      | Ray | 「Beautiful World」                                                                   | テレビアニメ『Lapis Re:LiGHTs』関連曲                                                   |
| 11月25日 | Beautiful World/HYBRID                                                                      | Ray | 「HYBRID」                                                                            | テレビアニメ『Lapis Re:LiGHTs』挿入歌                                                   |
| 2023年   |                                                                                             | |                                                                                       |                                                                                         |
| 4月5日   | イジらないで、長瀞さん 2nd Attack BD第2巻特典CD                                             | 姉瀞（南條愛乃） VS 長瀞さん（上坂すみれ） | 「SISTER’S BATTLE」                                                                   | テレビアニメ『イジらないで、長瀞さん 2nd Attack』関連曲                                 |
| 7月26日  | ポールプリンセス!! -Solo Pole Song Album-                                                   | 御子白ユカリ（南條愛乃） | 「Queen of Fairy Sky」                                                                | Webアニメ『ポールプリンセス!!』挿入歌                                                   |
| 2024年   |                                                                                             | |                                                                                       |                                                                                         |
| 3月27日  | 劇場版 ポールプリンセス!! -Complete Album-                                                  | 御子白ユカリ（南條愛乃）、紫藤サナ（日高里菜） | 「Just the two of us」                                                                | 劇場アニメ『劇場版 ポールプリンセス!!』挿入歌                                           |
| 3月27日  | 劇場版 ポールプリンセス!! -Complete Album-                                                  | 御子白ユカリ（南條愛乃） | 「Saintly Pride」                                                                     | 劇場アニメ『劇場版 ポールプリンセス!!』挿入歌                                           |
| 3月27日  | 劇場版 ポールプリンセス!! -Complete Album-                                                  | 星北ヒナノ（土屋李央）、西条リリア（鈴木杏奈）、東坂ミオ（小倉唯）、南曜スバル（日向未南）、御子白ユカリ（南條愛乃）、紫藤サナ（日高里菜）、蒼唯ノア（早見沙織）                                         | 「Starlight challenge -allstar ver.-」                                                | 劇場アニメ『劇場版 ポールプリンセス!!』エンディングテーマ                               |
| 2025年   |                                                                                             | |                                                                                       |                                                                                         |
| 7月23日  | 『キミとアイドルプリキュア♪』ボーカルアルバム〜We are！You ＆ IDOL PRECURE♪〜               | プリルン（南條愛乃）、メロロン（花井美春） | 「なかよしJ♡YFUL」                                                                    | テレビアニメ『キミとアイドルプリキュア♪』関連曲                                         |
| 7月23日  | 『キミとアイドルプリキュア♪』ボーカルアルバム〜We are！You ＆ IDOL PRECURE♪〜               | キュアアイドル（松岡美里）、キュアウインク（髙橋ミナミ）、キュアキュンキュン（高森奈津美）、キュアズキューン（南條愛乃）、キュアキッス（花井美春）                                                       | 「We are!You & IDOL PRECURE♪」                                                        | テレビアニメ『キミとアイドルプリキュア♪』関連曲                                         |
| 7月23日  | 『キミとアイドルプリキュア♪』ボーカルアルバム〜We are！You ＆ IDOL PRECURE♪〜               | キュアズキューン（南條愛乃）、キュアキッス（花井美春） | 「Awakening Harmony」                                                                 | テレビアニメ『キミとアイドルプリキュア♪』挿入歌                                         |
| 7月23日  | 『キミとアイドルプリキュア♪』ボーカルアルバム〜We are！You ＆ IDOL PRECURE♪〜               | キュアアイドル（松岡美里）、キュアウインク（髙橋ミナミ）、キュアキュンキュン（高森奈津美）、キュアズキューン（南條愛乃）、キュアキッス（花井美春）                                                       | 「GARDEN」                                                                            | テレビアニメ『キミとアイドルプリキュア♪』挿入歌                                         |
| 8月27日  | 『キミとアイドルプリキュア♪』後期主題歌シングル                                             | キュアアイドル（松岡美里）、キュアウインク（髙橋ミナミ）、キュアキュンキュン（高森奈津美）、キュアズキューン（南條愛乃）、キュアキッス（花井美春）                                                       | 「キミとルララ」                                                                      | テレビアニメ『キミとアイドルプリキュア♪』後期エンディングテーマ                         |
| 9月10日  | 『映画キミとアイドルプリキュア♪ お待たせ！キミに届けるキラッキライブ！』ソングアルバム      | キュアアイドル（松岡美里）、キュアウインク（髙橋ミナミ）、キュアキュンキュン（高森奈津美）、キュアズキューン（南條愛乃）、キュアキッス（花井美春）                                                       | 「♪HiBiKi Au Uta♪」                                                                   | 劇場アニメ『映画 キミとアイドルプリキュア♪ お待たせ!キミに届けるキラッキライブ!』主題歌 |
| 9月10日  | 『映画キミとアイドルプリキュア♪ お待たせ！キミに届けるキラッキライブ！』ソングアルバム      | キュアアイドル（松岡美里）、キュアウインク（髙橋ミナミ）、キュアキュンキュン（高森奈津美）、キュアズキューン（南條愛乃）、キュアキッス（花井美春）                                                       | 「キミとアイドルプリキュア♪ Light Up! ReMix for You and Idol Precure♪」               | 劇場アニメ『映画 キミとアイドルプリキュア♪ お待たせ!キミに届けるキラッキライブ!』主題歌 |

### 提供楽曲
- 飯田里穂
  - まだ言えないけど、〇〇〇（作詞）[254]
- 楠田亜衣奈
  - you＆ai（作詞）[255]
- Zwei
  - Shall we?（作詞）[256]

## ライブ

### 合同ライブ
| 公演年 | タイトル                                                                             | 公演日・会場                                                                     |
| ------ | ------------------------------------------------------------------------------------ | -------------------------------------------------------------------------------- |
| 2013年 | ANIMAX MUSIX 2013 supported by スカパー!                                             | 11/23 横浜アリーナ（神奈川県）                                                   |
| 2014年 | Animelo Summer Live 2014 -ONENESS-                                                   | 8/29 さいたまスーパーアリーナ（埼玉県）                                          |
| 2014年 | ANIMAX MUSIX 2014 YOKOHAMA supported by スカパー!                                    | 11/22 横浜アリーナ（神奈川県）                                                   |
| 2015年 | Animelo Summer Live 2015 -THE GATE-                                                  | 8/29 さいたまスーパーアリーナ（埼玉県）                                          |
| 2015年 | ANIMAX MUSIX 2015 YOKOHAMA supported by スカパー!                                    | 11/21 横浜アリーナ（神奈川県）                                                   |
| 2016年 | ANIMAX MUSIX 2016 YOKOHAMA supported by スカパー!                                    | 11/23 横浜アリーナ（神奈川県）                                                   |
| 2017年 | リスアニ! LIVE 2017 SUNDAY STAGE                                                     | 1/29 日本武道館（東京都）                                                        |
| 2017年 | 京都アニソンスペシャルライブ2017 presented by KBS京都                                | 6/18 KBSホール（京都府）                                                         |
| 2017年 | ANIMAX MUSIX 2017 YOKOHAMA supported by スカパー!                                    | 11/23 横浜アリーナ（神奈川県）                                                   |
| 2018年 | NBCUniversal ANIME×MUSIC FESTIVAL〜25th ANNIVERSARY〜                                | 2/3 さいたまスーパーアリーナ（埼玉県）                                           |
| 2018年 | NBCUniversal ANIME×MUSIC FESTIVAL〜AFTER PARTY〜                                     | 6/24 市川市文化会館・大ホール（千葉県）                                          |
| 2018年 | 京 Premium Live 2018                                                                 | 11/10 ロームシアター京都・メインホール（京都府）                                 |
| 2018年 | ANIMAX MUSIX 2018 YOKOHAMA supported by ひかりTV                                     | 11/17 横浜アリーナ（神奈川県）                                                   |
| 2018年 | テレビアニメ『同居人はひざ、時々、頭のうえ。』放送前スペシャルイベント“にゃんふぇす” | 12/1 幕張国際研修センター・シンポジウムホール（千葉県）                          |
| 2019年 | リスアニ！LIVE TAIWAN 2019 SATUDAY STAGE                                             | 10/19 台北国際会議センター（Taipei International Convention Center、台湾台北市） |
| 2019年 | ANIMAX MUSIX 2019 KOBE supported by スカパー!                                        | 10/26 神戸ワールド記念ホール（神奈川県）                                         |
| 2019年 | 京 Premium Live 2019                                                                 | 12/8 ロームシアター京都・メインホール（京都府）                                  |
| 2020年 | Anime Expo Lite × リスアニ！LIVE L.A.                                                | 7/5（日本時間）                                                                  |
| 2021年 | リスアニ! LIVE 2021 SUNDAY STAGE                                                     | 2/28 日本武道館（東京都）                                                        |
| 2021年 | EJ My Girl Festival 2021                                                             | 6/20 舞浜アンフィシアター（千葉県）                                              |
| 2021年 | ANIMAX MUSIX 2021                                                                    | 11/20 横浜アリーナ（神奈川県）                                                   |
| 2022年 | リスアニ! LIVE 2022 SUNDAY STAGE                                                     | 1/23 日本武道館（東京都）                                                        |
| 2022年 | EJ My Girl Festival 2022                                                             | 3/5 舞浜アンフィシアター（千葉県）                                               |
| 2022年 | ANIMAX MUSIX 2022 Part1                                                              | 11/19 横浜アリーナ（神奈川県）                                                   |
| 2023年 | EJ My Girl Festival 2023                                                             | 3/11 市川市文化会館（千葉県）                                                    |
| 2023年 | ナガノアニエラフェスタ2023                                                           | 9/17 佐久市駒場公園（長野県）                                                    |
| 2023年 | ANIMAX MUSIX 2023                                                                    | 11/18 横浜アリーナ（神奈川県）                                                   |
| 2024年 | Animelo Summer Live 2024 -Stargazer-                                                 | 9/1 さいたまスーパーアリーナ（埼玉県）                                           |
| 2025年 | キミとアイドルプリキュア♪LIVE2025 You&I=We're IDOL PRECURE                           | 10/18 パシフィコ横浜国立大ホール（神奈川県）                                     |

## キャラクター原案
テレビアニメ
- 猫のロブ（2017年）[86]

## 書籍

### 写真集
- 南條愛乃写真集 じょる旅!inグアム（2015年7月2日、学研パブリッシング） ISBN 978-4-05-406266-5

### カレンダー
- 南條愛乃 2017スクールカレンダー（2017年3月23日）
- 南條愛乃 2018スクールカレンダー（2018年3月31日）

### フォトブック
- 南條愛乃フォトブック Summary of Jolmedia（2017年11月29日、学研プラス） ISBN 978-4-05-406559-8
- 南條愛乃 2020 CALENDAR & PHOTOBOOK（2019年12月6日、KADOKAWA） ISBN 978-4-04-735884-3
- 南條愛乃 2021 CALENDAR & PHOTOBOOK（2020年11月12日、KADOKAWA） ISBN 978-4-04-736401-1
- 南條愛乃フォトブック スキップトリップ in Korea（2025年4月1日、東京ニュース通信社）ISBN 978-4-86-701983-2

### アーティストブック
- 南條愛乃 ソロワーク5周年記念ブック since 2012（2018年6月6日、KADOKAWA） ISBN 978-4-04-069931-8
- 南條愛乃10周年記念BOOK「ROAD OF 10 YEARS」（2022年12月12日、ソニー・ミュージックソリューションズ）